# Letnie Grand Prix kobiet w kombinacji norweskiej 2022
Letnie Grand Prix kobiet w kombinacji norweskiej 2022 – czwarta edycja cyklu Letniej Grand Prix w kombinacji norweskiej. Sezon składał się z 5 konkursów (4 indywidualnych i 1 sztafety mieszanej). Rywalizacja rozpoczęła się 27 sierpnia 2022 w Oberwiesenthal, a finałowe zawody odbyły się 4 września 2022 w Tschagguns. Zwycięzcą poprzedniej edycji była Norweżka Gyda Westvold Hansen. 
Zwyciężczynią Letniego Grand Prix została Słowenka Ema Volavšek, drugie miejsce zajęła Niemka Nathalie Armbruster, a trzecią lokatę wywalczyła Finka Minja Korhonen. Podobnie jak w poprzednich sezonach zwyciężczynią LGP 2022 zgodnie z regulaminem mogła zostać jedynie zawodniczka, która wystartowała we wszystkich zawodach.

## Kalendarz i wyniki
| Lp | Data             | Miejscowość    | Konkurencja          | 1. miejsce                                                                   | 2. miejsce                                                              | 3. miejsce                                                           |
| -- | ---------------- | -------------- | -------------------- | ---------------------------------------------------------------------------- | ----------------------------------------------------------------------- | -------------------------------------------------------------------- |
| 1. | 27 sierpnia 2022 | Oberwiesenthal | HS105/4x5 km         | Niemcy I Julian Schmid · Jenny Nowak · Nathalie Armbruster · Johannes Rydzek | Włochy Samuel Costa · Annika Sieff · Daniela Dejori · Domenico Mariotti | Austria Philipp Orter · Lisa Hirner · Annalena Slamik · Martin Fritz |
| 2. | 28 sierpnia 2022 | Oberwiesenthal | Gundersen HS105/5 km | Ema Volavšek                                                                 | Minja Korhonen                                                          | Nathalie Armbruster                                                  |
| 3. | 31 sierpnia 2021 | Oberstdorf     | Gundersen HS106/5 km | Gyda Westvold Hansen                                                         | Ema Volavšek                                                            | Nathalie Armbruster                                                  |
| 4. | 3 września 2022  | Tschagguns     | Gundersen HS108/5 km | Nathalie Armbruster                                                          | Jenny Nowak                                                             | Lisa Hirner                                                          |
| 5. | 4 września 2022  | Tschagguns     | Gundersen HS108/5 km | Gyda Westvold Hansen                                                         | Minja Korhonen                                                          | Ema Volavšek                                                         |

## Klasyfikacja generalna
| M.  | Zawodnik            | Punkty |
| --- | ------------------- | ------ |
| 1.  | Ema Volavšek        | 285    |
| 2.  | Nathalie Armbruster | 260    |
| 3.  | Minja Korhonen      | 250    |
| 4.  | Jenny Nowak         | 220    |
| 5.  | Lisa Hirner         | 174    |
| 6.  | Annika Sieff        | 144    |
| 7.  | Maria Gerboth       | 129    |
| 8.  | Silva Verbič        | 116    |
| 9.  | Daniela Dejori      | 109    |
| 10. | Annika Malacinski   | 90     |
| 11. | Veronica Gianmoena  | 88     |
| 12. | Cindy Haasch        | 74     |
| 13. | Sophia Maurus       | 66     |
| 14. | Tess Arnone         | 47     |

## Klasyfikacja Pucharu Narodów
| M. | Drużyna           | Punkty |
| -- | ----------------- | ------ |
| 1. | Niemcy            | 809    |
| 2. | Włochy            | 516    |
| 3. | Słowenia          | 501    |
| 4. | Austria           | 430    |
| 5. | Finlandia         | 375    |
| 6. | Norwegia          | 307    |
| 7. | Stany Zjednoczone | 241    |
| 8. | Czechy            | 86     |
| 9. | Francja           | 62     |